# Paspalum zuloagae
Paspalum zuloagae är en gräsart som beskrevs av Gerrit Davidse och Tarciso S. Filgueiras. Paspalum zuloagae ingår i släktet tvillinghirser, och familjen gräs. Inga underarter finns listade i Catalogue of Life.